# Беспутная компания (фильм, 1979)
«Беспутная компания» или «Быстрая компания» (англ. Fast Company) — канадский кинофильм режиссёра Дэвида Кроненберга, вышедший на экраны в 1979 году. Лента рассказывает о гонщиках, выступающих в соревнованиях по драг-рейсингу. В главных ролях снимались Уильям Смит, Клаудия Дженнингс, Джон Сэксон и Николас Кэмпбелл.

## Сюжет
Лонни Джонсон по прозвищу «Счастливчик» — звезда драг-рейсинга, выступает в престижном классе Top Fuel за команду FastCo. Билли, его молодой напарник, водит менее мощные дрэгстеры Funny Car. Независимый гонщик Гарри Блэк — их главный соперник. Фил Адамсон, менеджер их команды, в погоне за прибылью предпринимает ряд интриг, в итоге увольняет обоих гонщиков и нанимает Гарри. Лонни и Билли идут на отчаянный шаг — угоняют принадлежащий FastCo «фанни кар» и перекрашивают его, чтобы принять участие в соревнованиях в качестве независимых гонщиков. Фил собирается устранить конкурентов и подговаривает механика по прозвищу «Тефтелька» подстроить аварию, разлив на трассе топливо.

## В ролях
- Уильям Смит — Лонни Джонсон, «Счастливчик»
- Клаудия Дженнингс — Сэмми
- Джон Сэксон — Фил Адамсон
- Николас Кэмпбелл[англ.] — Билли Брокер
- Дон Франкс[англ.] — «Старик»
- Седрик Смит — «Кузнец» Гарри Блэк
- Джордж База[англ.] — «Тефтелька»